# Tinodes anemoessa
Tinodes anemoessa är en nattsländeart som beskrevs av Malicky 1984. Tinodes anemoessa ingår i släktet Tinodes och familjen tunnelnattsländor. Inga underarter finns listade i Catalogue of Life.